# Перчиле
Перчѝле (на италиански: Percile) е село и община в Централна Италия, провинция Рим, регион Лацио. Разположено е на 575 m надморска височина. Населението на общината е 238 души (към 2010 г.).